# Centre de détention de Muret
Ne doit pas être confondu avec Centre pénitentiaire de Toulouse-Seysses.
Le centre de détention de Muret est un centre de détention français qui reçoit les personnes condamnées à une longue peine (supérieure à 3 ans). Il est situé à côté du centre pénitentiaire de Toulouse-Seysses et du Ruisseau de la Saudrune, sur les communes de Muret et de Seysses dans le département de la Haute-Garonne et la région Occitanie.

## Histoire
Maison centrale construite en 1966 par l'architecte Guillaume Gillet, dans le cadre d'une série de constructions neuves pour la direction de l'administration pénitentiaire.  Elle est transformée en centre de détention en 1975.
Le centre de détention peut accueillir 638 condamnés à de longues peines, ce qui en fait l'un des plus importants centres de détention pour ce type de condamnés en France, il n'y a pas de femmes détenues au centre de détention de Muret.

## Détenus célèbres
- Bertrand Cantat, du 28 septembre 2004[1] à sa libération conditionnelle le 15 octobre 2007[1], pour l'homicide de sa compagne, l'actrice Marie Trintignant[1].
- Omar Raddad : voir Affaire Omar Raddad
- Omar Osman Rabeh
- Marc Cecillon, ancien deuxième ligne et capitaine du XV de France
- Luc Tangorre

## Événements
Il était prévu en 2016 la construction d'une prison supplémentaire de 600 places à proximité dans les cinq ans. En 2021, Élisabeth Borne, ministre du travail, et Éric Dupond-Moretti, ministre de la Justice, ont confirmé la construction d'une nouvelle prison à Muret lors de leur visite du centre de détention de Muret du 2 décembre 2021,.

## Filmographie
- Grands Reportages, « La vie derrière les murs » (diffusé le 26 mai 2019)